# 张连标
张连标（1969年1月25日—），中国男子标枪运动员。他曾获得1994年亚洲运动会男子标枪金牌以及1998年亚洲运动会男子标枪银牌。他也曾参加1992年夏季奥运会和1996年夏季奥运会。